# La Fille aux cheveux roux
Pour plus de détails, voir Fiche technique et Distribution.
La Fille aux cheveux roux (Het meisje met het rode haar) est un film néerlandais réalisé par Ben Verbong, sorti en 1981.

## Synopsis
L'histoire de la résistante Hannie Schaft.

## Fiche technique
- Titre original : Het meisje met het rode haar
- Titre français : La Fille aux cheveux roux[1]
- Réalisation : Ben Verbong
- Scénario : Ben Verbong, Pieter de Vos d'après le roman de Theun de Vries
- Musique : Nicola Piovani
- Photographie : Theo van de Sande
- Montage : Ton de Graaff
- Production : Haig Balian et Chris Brouwer
- Société de production : Meteor Film Productions, Movies Productions B.V., Quendo, The Movies, Trio Film, VNU et Verenigde Arbeiders Radio Amateurs
- Société de distribution :
- Pays de production :  Pays-Bas
- Genre : Biopic, drame, thriller et guerre
- Durée : 110 minutes
- Dates de sortie : 
  - Pays-Bas : 17 septembre 1981
  - France : 13 octobre 1982

## Distribution
- Renée Soutendijk : Hannie Schaft
- Peter Tuinman : Hugo
- Loes Luca : An
- Johan Leysen : Frans
- Robert Delhez : Floor
- Ada Bouwman : Tinka
- Lineke Rijxman : Judith
- Maria de Booy : la mère
- Henk Rigters : le père
- Chris Lomme : Mevrouw de Ruyter
- Lou Landré : Otto Schaaf
- Elsje Scherjon : Carlien

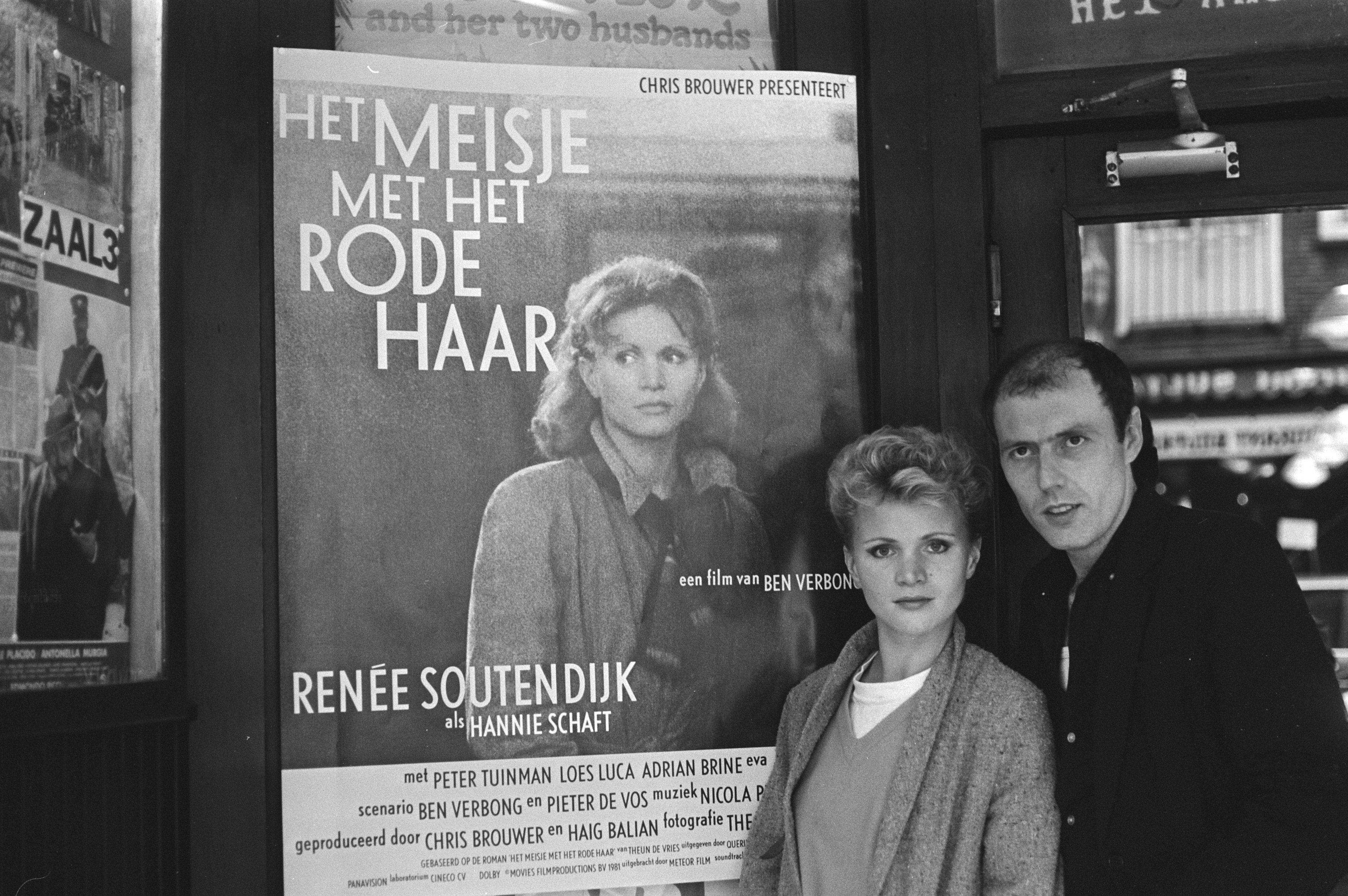
Renée Soutendijk et Ben Verbong.

- Hennie van den Akker : Van den Heuvel
- Truus Dekker : Grijze Muis
- Piet de Wijn : M. Hamer
- Jan Van Rooyen : Aris

## Distinctions
Le film a été présenté en sélection officielle en compétition lors de Berlinale 1982.